# Undeniable (2007)
O Undeniable foi um evento realizado pela Ring of Honor (ROH), no formato de pay-per-view, gravado em 6 de outubro de 2007 e exibido em 18 de dezembro do mesmo ano. Ele foi realizado no Inman Sports Club em Edison, Nova Jérsei.

## Resultados
| #    | Resultados | Estipulação                                         | Tempo |
| ---- | --- | --------------------------------------------------- | ----- |
| Dark | Alex Payne e Ernie Osiris derrotaram Rhett Titus e Mitch Franklin                                                                 | Tag team match                                      | n/a   |
| 1    | The Age of the Fall (Jimmy Jacobs e Tyler Black) (c/ Lacey) derrotaram The Vulture Squad (Jack Evans e Ruckus) (c/ Julius Smokes) | Tag team match                                      | 05:38 |
| 2    | Daizee Haze derrotou Sara Del Rey (c/ Larry Sweeney, Chris Hero e Bobby Dempsey)                                                  | Singles match                                       | 03:52 |
| 3    | Bryan Danielson derrotou Chris Hero (c/ Larry Sweeney)                                                                            | Singles match                                       | 11:08 |
| 4    | The Hangmen 3 (Adam Pearce, BJ Whitmer e Brent Albright) (c/ Shane Hagadorn) derrotaram Delirious, Kevin Steen e El Generico      | Six man tag team match                              | 11:40 |
| 5    | Austin Aries derrotou Roderick Strong                                                                                             | Singles match                                       | 20:57 |
| 6    | The Briscoe Brothers (Jay e Mark) (c) derrotram No Remorse Corps (Davey Richards e Rocky Romero)                                  | Tag team match pelo ROH World Tag Team Championship | 18:15 |
| 7    | Nigel McGuinness derrotou Takeshi Morishima (c)                                                                                   | Singles match pelo ROH World Championship           | 14:16 |
| Dark | Claudio Castagnoli derrotou Jigsaw                                                                                                | Singles match                                       | 12:22 |
| Dark | No Remorse Corps (Davey Richards e Rocky Romero) derrotaram The Resilience (Matt Cross e Erick Stevens)                           | Tag team match                                      | 17:02 |
| Dark | Necro Butcher derrotou Jay Briscoe                                                                                                | Anything Goes Match                                 | n/a   |